# 유니크 프렘스 어메이징 스토리
유니크 프렘스 어메이징 스토리(Ajab Prem Ki Ghazab Kahani, Unique Prem's Amazing Story)는 인도에서 제작된 라즈쿠마르 산토시 감독의 2009년 코미디, 멜로/로맨스 영화이다. 란비르 카푸르 등이 주연으로 출연하였다.

## 출연

### 주연
- 란비르 카푸르
- 다르샨 자리알라
- 스미타 자이카르

### 조연
- 카트리나 카이프
- 살만 칸